# سندرا هاردینگ
سندرا هاردینگ (به زبان انگلیسی: Sandra Harding) (زادهٔ ۲۹ مارس ۱۹۳۵ – درگذشتهٔ ۵ مارس ۲۰۲۵) فیسلوف علم و فمینیست آمریکایی بود.
سندرا هاردینگ به بحث در مورد توسعهٔ شناخت‌شناسی فمینیستی می‌پردازد تا بر این مسئله تأکید کند که ایده‌آل‌های مدرن دانش تا چه اندازه آرمان‌های مردانه را مجسم کرده و شکل‌های ممکنِ دانشی را که به‌طور سنتی زنانه توصیف شده‌است طرد کرده‌اند.
سندرا هاردینگ در ۵ مارس ۲۰۲۵، در سن ۸۹ سالگی درگذشت.